# West (revue)
Pour les articles homonymes, voir West.
West est une revue de petit format des éditions Jeunesse et vacances qui a eu 16 numéros à partir de février 1978 à octobre 1981 (reliures de 3 numéros).
Buffalo Bill est le Dick Hurricane de Tarzan Hebdo dessiné par Carlo Cossio.

## Les séries
- Buffalo Bill (Luigi Grecchi & Rafaël Mendez, Carlo Cossio)
- Montana
- Ringo Justice
- Supercactus (Alberico Motta)